# (15523) Grenville
(15523) Grenville est un astéroïde de la ceinture principale.

## Description
(15523) Grenville est un astéroïde de la ceinture principale. Il fut découvert le 9 décembre 1999 à la station Anderson Mesa par le programme LONEOS. Il présente une orbite caractérisée par un demi-grand axe de 2,78 UA, une excentricité de 0,16 et une inclinaison de 10,2° par rapport à l'écliptique.

## Compléments